# Информация. История. Теория. Поток
Информация. История. Теория. Поток (англ. The Information: A History, a Theory, a Flood) ― книга американского писателя-историка Джеймса Глейка, опубликованная в марте 2011 года, в которой рассказывается о генезисе нынешней информационной эпохи. Книга была в списке бестселлеров «New York Times» в течение трех недель после своего выхода в свет.

## Содержание
Глейк начинает с рассказа о европейских путешественников в Африке, которые видели, как африканцы при помощи «говорящих барабанов» передавали сообщения между деревнями и на еще большие расстояния. Глейк переходит от информационных последствий такой барабанной сигнализации к влиянию появления междугородного телеграфа, а затем и телефонной связи, к коммерческим и социальным перспективам индустриальной эпохи Запада. Исследования, направленные на улучшение этих технологий, в конечном итоге привели к современным информационным технологиям.
Начиная с развития символической письменности, Глейк исследует историю интеллектуальных открытий, имеющих центральное значение для развития информационных технологий, подробно рассказывая об ученых и изобретателях, таких как Клод Шеннон, Чарльз Бэббидж, Ада Байрон, Сэмюэл Морзе, Алан Тьюринг, Стивен Хокинг, Ричард Докинз и Джон Арчибальд Уиллер. Автор также исследует то, как теперь понимается цифровая информация применительно к физике и генетике. 
Глейк также рассуждает о Википедии как о развивающемся Новом Вавилоне, исследуя последствия ее обширного пользовательского контента, включая продолжающуюся борьбу между инклюзивистами, удалистами и вандалами. Автор приводит в пример статью, созданную Джимми Уэйлсом, в которой говорится о мясного ресторана «Mzoli's» в Кейптауне, как пример этой борьбы. 
По словам Глейка, поток информации ставит новые задачи перед человечеством. Он утверждает, что, поскольку сейчас мы сохраняем больше нашей информации, чем когда-либо ранее в истории человечества, для удаления или удаления нежелательной информации требуется гораздо больше усилий, чем для ее накопления. Это конечная стоимость энтропии для генерации дополнительной информации и ответ, чтобы убить Демона Максвелла.

## Критика
Писатель-фантаст Кори Доктороу в своей книге назвал Глейка «одним из величайших научных писателей всех времен», «Не биографом ученых, а биографом самой идеи». Тим Ву из Slate похвалил «умопомрачительное объяснение теории», но пожелал, чтобы Глейк более глубоко исследовал экономическое значение информации . Ян Пиндар, пишущий для «The Guardian», посетовал, что «Информация» не полностью рассматривает взаимосвязь между социальным контролем над информацией (цензура, пропаганда) и доступом к политической власти.

## Награды и премии
- Приз Королевского общества Винтона за научные книги 2012 года
- Лауреат премии PEN/EO Wilson Literary Science Writing Award 2012
- Медаль Эндрю Карнеги 2012 года за выдающиеся достижения в документальной литературе
- Лауреат премии Хессела-Тилтмана 2012 года
- Номинация 2011 Национальная книга Circle Award
- Книжная премия салона 2011 (документальная литература)
- Бестселлер New York Times 2011 г.
- Лучшие книги года по версии журнала Time за 2011 год

## Издание в России
В России книга была переведена на русский язык и опубликована в 2013 году.